# Stürzerhof

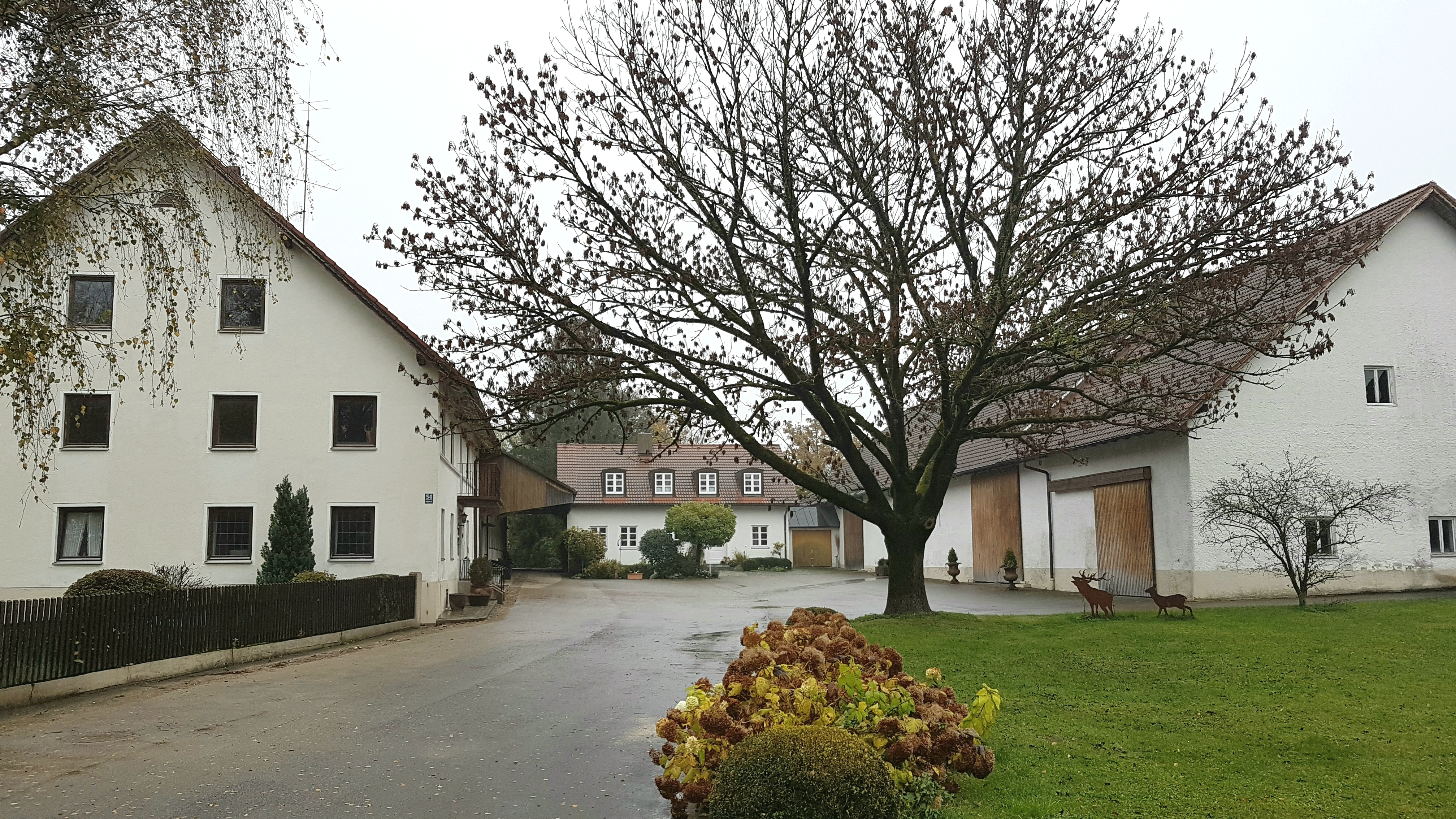
Stürzerhof

Der Stürzerhof (auch Spitzweghof) ist ein ehemaliger Bauernhof in München. Das Gebäude ist als Baudenkmal in die Bayerische Denkmalliste eingetragen.

## Beschreibung

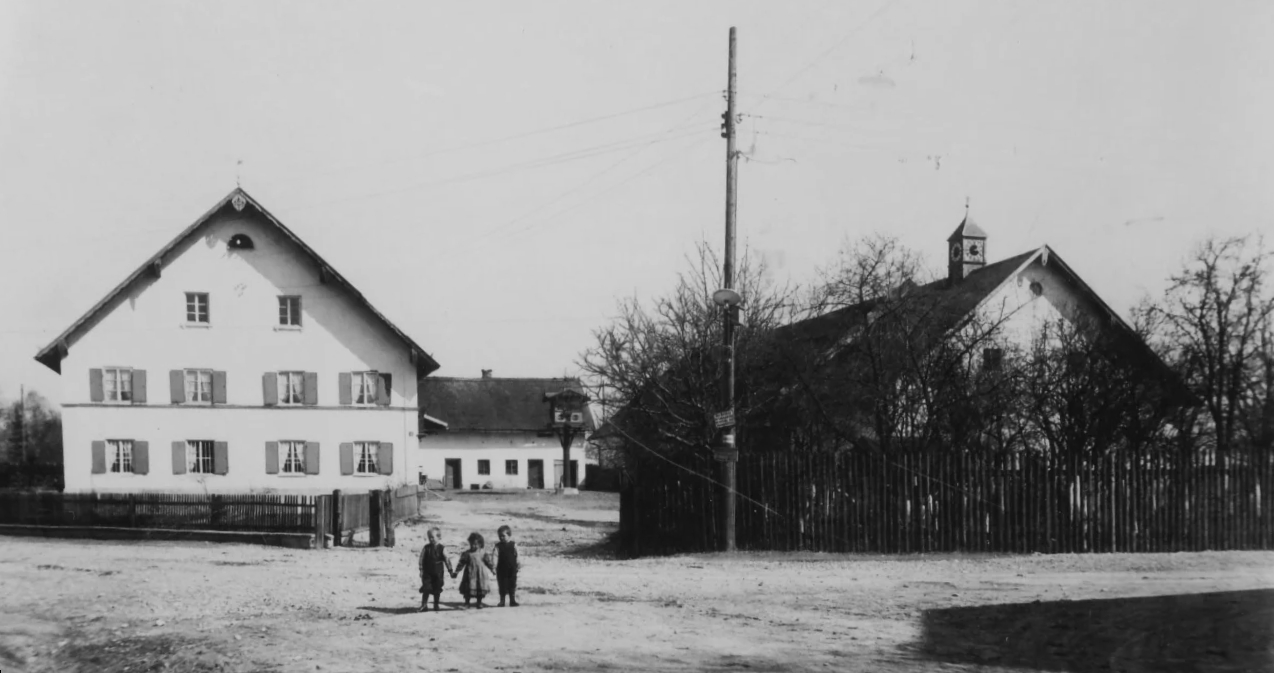
Der Stürzerhof auf einem Foto um 1930

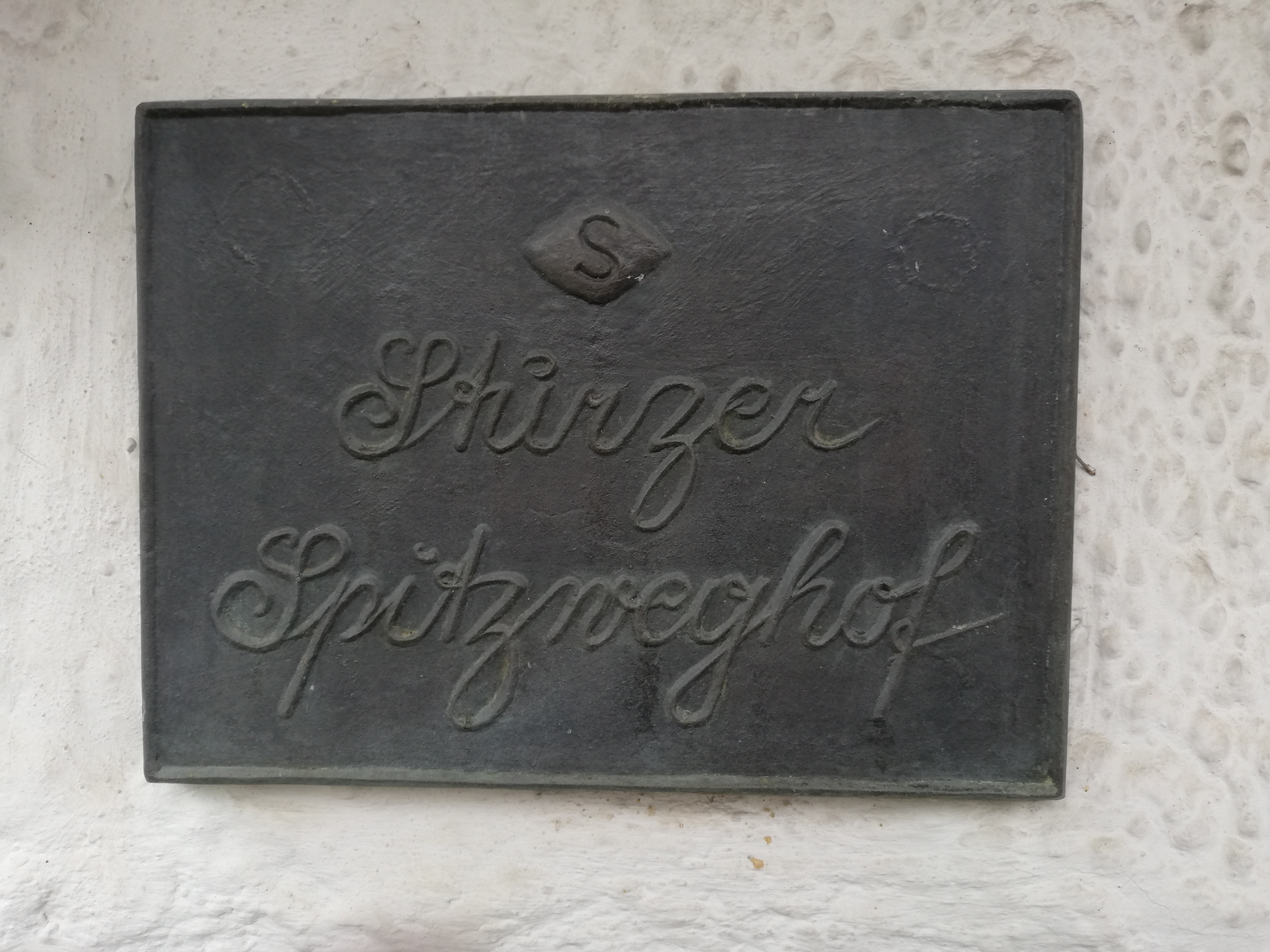
Schild am Spitzweghof (Stürzerhof)

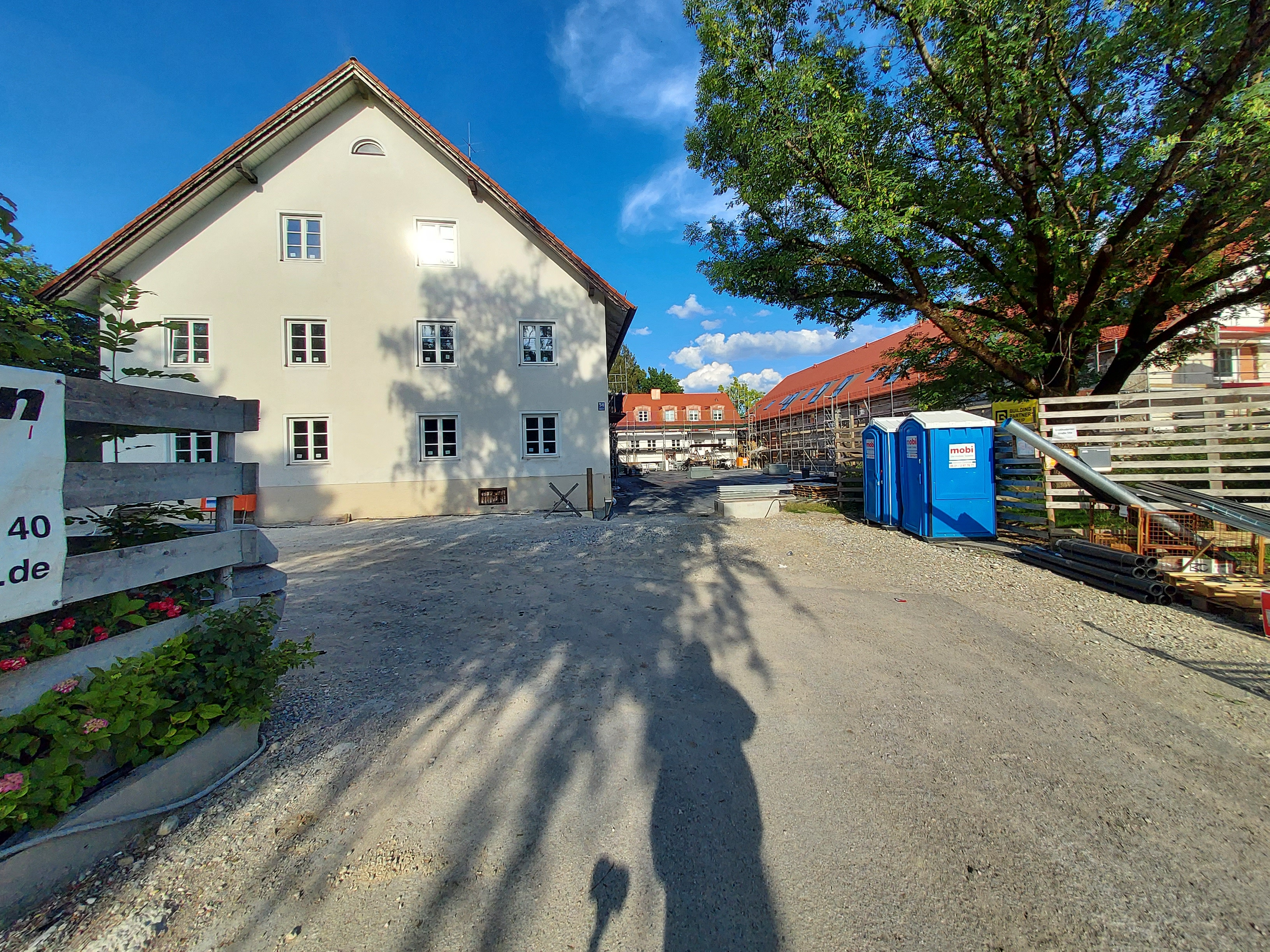
Umbau 2022

Der Stürzerhof liegt in Kleinhadern im Stadtbezirk Hadern am Ende der Großhaderner Straße kurz vor der A 96.
Das Anwesen ist ein stattlicher, zur Straße geöffneter Dreiseithof. In seiner heutigen Form wurde er Ende des 19. Jahrhunderts errichtet. Ein kleiner, eingeschossiger Wohnbau (ehemals Kleinviehstall) mit Satteldach liegt im Osten der Anlage und wird von zwei etwa 50 m langen und 11 m breiten, in Ost-West-Richtung verlaufenden Flügelbauten (ehemals Wohnstallhaus und Scheune/Stadel) flankiert.
Auf jenem Hof war einst, 1770, der spätere Brauereigründer Joseph Pschorr (Hacker-Pschorr, 1770–1841) geboren worden. Seine Enkelin Josephine Pschorr heiratete 1863 den Hornisten Franz Joseph Strauss – sie waren die Eltern des berühmten Komponisten Richard Strauss. Vier Jahre nach dessen Geburt wurde der wiederaufgebaute Bauernhof 1868 von Mathias Stürzer aus Rottenried übernommen.
Auf dem 7000 Quadratmeter großen Areal befindet sich Münchens erste Bio-Brauerei „Haderner Bräu“ mit Hofladen, Schaubrauerei, Veranstaltungsraum, Bierkeller und Bier-Schwemme sowie mehrere Wohneinheiten. Auf dem Gelände des Stürzerhofs finden Kulturveranstaltungen und Ausstellungen statt, u. a. durch den Verein Kultur in Hadern.
Der Stürzerhof ist zusammen mit der benachbarten, ebenfalls denkmalgeschützten Leonhardskapelle und dem gegenüber gelegenen nach 1890 errichteten ehemaligen Gasthof Kleinhadern (später Gasthof Schienhammer, jetzt griechisches Restaurant Santorini) der letzte erhaltene Rest der ehemals dörflichen Bebauung im Ortskern von Kleinhadern.